# Melon Rainbow
|  | Denne artikel er oprettet af botten Steenthbot ud fra en ekstern database. Den kan derfor have sproglige fejl eller mangler. Denne skabelon kan fjernes efter kontrol af indholdet. |

Melon Rainbow er en dansk kortfilm fra 2015 instrueret af Laurits Flensted-Jensen.

## Handling
Melon Rainbow er en ung pige som længes efter at blive set. Om dagen passer hun sit rengøringsarbejde i en boligforening for blinde mennesker. Om natten iscenesætter hun sig selv foran sin computer badet i neonlys. Hverdagen virker betydningsløs - udover venskabet med en blind dreng.